# یواس‌اس لوری (دی‌دی-۷۷۰)
یواس‌اس لوری (دی‌دی-۷۷۰) (به انگلیسی: USS Lowry (DD-770)) یک کشتی بود که طول آن ۱۱۴٫۸ متر (۳۷۷ فوت) بود. این کشتی در سال ۱۹۴۴ ساخته شد.